# コンビニ加盟店ユニオン
コンビニ加盟店ユニオン（コンビニかめいてんユニオン）は、日本のコンビニエンスストア加盟店で組織する労働組合である。2009年（平成21年）8月にセブン-イレブン・ジャパンの加盟店主を中心に設立した。約20店が加盟する。コンビニ本部が加盟店に対し圧倒的に有利な立場の下に契約を結んでいるとして、加盟店の権利を保障する「フランチャイズ法」の制定を求めている。

## 概要
フランチャイズ方式によるコンビニエンスストアビジネスの繁栄のためには、本部と加盟店との「真の共存共栄」及びフランチャイズ加盟店とフランチャイズ本部、取引業者、消費者、のすべての関係においてリスクとリターンがどこにも偏らないことが必要との認識とその実現のためには、加盟店が団結しひとつの意思としての行動が必要との考えのもとに結成された労働組合。フランチャイズ法の制定推進、セブン-イレブン本部、ファミリーマート本部に対して団体交渉を求めるなどの活動をしている。2019年2月27日には、セブンイレブン・ジャパンに対し、24時間営業の見直しについての団体交渉を求める申し入れ書を提出したほか、同年3月6日には、本部と加盟店との利益配分の見直しなどを求め、団体交渉を申し入れた。

### 基本方針
以下の4つを掲げている。
- 民主的な組合の運営・活動で、組合員の理解と団結によって生活を守り、労働条件を高め明るい職場・働きがいのもてる職場を作る[1]。
- 働く者の自覚から仕事に責任を持ち、コンビニエンスストア経営の、健全な発展のため協力する[1]。
- 日本労働組合総連合会に加盟する組合や思想信条を同じくする団体・組合との連携や交流により、業界の発展と働く者の経済的、社会的地位の向上に努める[1]。
- 現況の社会状況は、単にフランチャイズ本部と労働組合の交渉だけでは解決しえない問題も数多くあり、税金・物価・社会保障など業界や会社の枠を越えた社会的要求・行動をも必要とされることから、日本労働組合総連合会の方針に従い、国民福祉の充実のための取り組みを行う[1]。

### 加盟店の連携
同様の悩みを持つ加盟店同士の連携による社会からの孤立感からの救出、店舗経営の知識や情報の共有。個別ではフランチャイズ本部との関係が対等ではないため、加盟店同士の情報の共有で対等に対話できることを目指す。

### フランチャイズ法制定の推進
アメリカ、フランス、ドイツ、オーストラリア、カナダ、韓国、台湾、中国など一部先進国ではフランチャイズ法は存在するが、日本にはない。同組合はコンビニ加盟店の抱える諸問題は「私的独占の禁止及び公正取引の確保に関する法律（独占禁止法）」や「中小小売振興法」などの現行法での解決は不十分であり、フランチャイズ法の制定が唯一の解決法であるとの認識を持ち法制定のための活動を行っている。その結果2010年3月18日に国会議員による「フランチャイズを考える議員連盟」が発足された。
今後も「フランチャイズを考える議員連盟」との関係強化を図り、フランチャイズ法制定を推進する。 未参加の国会議員にフランチャイズ法の必要性を訴え、議連への参加を促す。地方議員にもフランチャイズの問題を訴え、フランチャイズ法制定についての意見書の採択を図る。他のフランチャイズ加盟店の団体・個人との情報交換及び連携を強化する、としている。

## 同組合が求めている法制定
- ロイヤルティーの上限規制[1]。
- 契約段階での情報開示・説明義務[1]。
- 長期間に渡る契約のクーリングオフ[1]。
- 既存店のテリトリー権の保障またはドミナントによる既存店の利益損失の補償義務[1]。
- フランチャイズ本部の加盟店に係る書類の開示義務[1]。
- 特殊会計（コンビニ会計）の禁止[1]。